# 샘 클라크
샘 클라크(Sam Clark, 1987년 10월 18일 ~ )는 오스트레일리아의 배우이자 가수이다.